# Walther-Rathenau-Straße 2 (Gernrode)

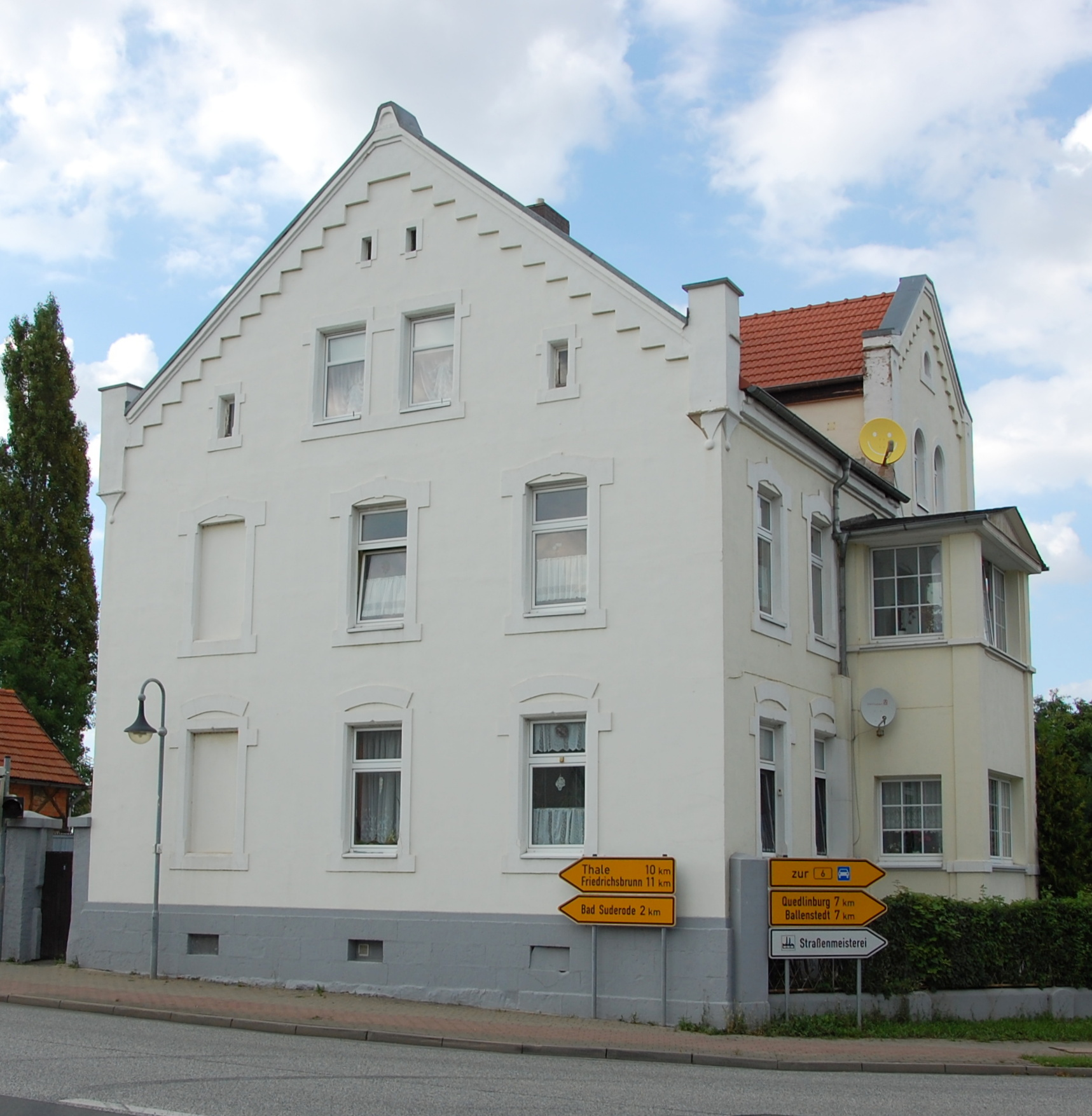
Haus Walther-Rathenau-Straße 2

Das Haus Walther-Rathenau-Straße 2 ist ein denkmalgeschütztes Gebäude in dem zur Stadt Quedlinburg in Sachsen-Anhalt gehörenden Ortsteil Stadt Gernrode.

## Lage
Es befindet sich nordöstlich der Gernröder Altstadt an der Einmündung der Walther-Rathenau-Straße auf die Otto-Franke-Straße und ist im örtlichen Denkmalverzeichnis als Wohnhaus eingetragen.

## Architektur und Geschichte
Das zweigeschossige in massiver Bauweise errichtete Gebäude entstand in der Zeit um 1880/90 im Stil des Historismus. Sowohl am Südgiebel als auch am Seitenrisalit an der Nordseite des Hauses besteht eine Staffelung. Vor der Ostseite des Gebäudes befindet sich ein zweigeschossiger Standerker. Am Dachfirst und auf den Ecken bestehen Aufsätze.